# Кермен (Каліфорнія)
Кермен (англ. Kerman) — місто (англ. city) в США, в окрузі Фресно штату Каліфорнія. Населення — 16 016 осіб (2020).

## Географія
Кермен розташований за координатами 36°43′30″ пн. ш. 120°3′45″ зх. д. / 36.72500° пн. ш. 120.06250° зх. д. (36.725007, -120.062397).  За даними Бюро перепису населення США в 2010 році місто мало площу 8,37 км², уся площа — суходіл.

## Демографія
Згідно з переписом 2010 року, у місті мешкали 13 544 особи в 3692 домогосподарствах у складі 3135 родин. Густота населення становила 1618 осіб/км².  Було 3908 помешкань (467/км²).
Расовий склад населення:
| - 50,6 % — білих - 8,1 % — азіатів - 1,3 % — корінних американців - 0,5 % — чорних або афроамериканців - 0,1 % — вихідців з тихоокеанських островів - 34,5 % — осіб інших рас |

До двох чи більше рас належало 4,9 %. Частка іспаномовних становила 71,7 % від усіх жителів.
За віковим діапазоном населення розподілялося таким чином: 34,3 % — особи молодші 18 років, 58,5 % — особи у віці 18—64 років, 7,2 % — особи у віці 65 років та старші. Медіана віку мешканця становила 28,2 року. На 100 осіб жіночої статі у місті припадало 99,6 чоловіків;  на 100 жінок у віці від 18 років та старших — 96,9 чоловіків також старших 18 років.
Середній дохід на одне домашнє господарство  становив 52 544 долари США (медіана — 41 820), а середній дохід на одну сім'ю — 53 478 доларів (медіана — 45 563). Медіана доходів становила 31 623 долари для чоловіків та 24 988 доларів для жінок. За межею бідності перебувало 25,6 % осіб, у тому числі 36,1 % дітей у віці до 18 років та 8,9 % осіб у віці 65 років та старших.
Цивільне працевлаштоване населення становило 5707 осіб. Основні галузі зайнятості: освіта, охорона здоров'я та соціальна допомога — 23,9 %, сільське господарство, лісництво, риболовля — 18,0 %, виробництво — 12,0 %, транспорт — 8,3 %.